# Zagłębie Lubin 2017-2018
Questa voce raccoglie le informazioni riguardanti lo Zagłębie Lubin nelle competizioni ufficiali della stagione 2017-2018.

## Rosa
| N. |                               | Ruolo | Calciatore            |
| -- | ----------------------------- | ----- | --------------------- |
| 1  | Slovacchia (bandiera)         | P     | Martin Polaček        |
| 2  | Polonia (bandiera)            | D     | Bartosz Kopacz        |
| 3  | Montenegro (bandiera)         | D     | Saša Balić            |
| 4  | Macedonia del Nord (bandiera) | D     | Aleksandar Todorovski |
| 6  | Polonia (bandiera)            | C     | Kamil Mazek           |
| 7  | Polonia (bandiera)            | C     | Krzysztof Janus       |
| 9  | Polonia (bandiera)            | A     | Arkadiusz Woźniak     |
| 11 | Polonia (bandiera)            | C     | Bartłomiej Pawłowski  |
| 12 | Polonia (bandiera)            | P     | Konrad Forenc         |
| 14 | Polonia (bandiera)            | C     | Łukasz Janoszka       |
| 16 | Polonia (bandiera)            | C     | Paweł Żyra            |
| 17 | Polonia (bandiera)            | D     | Serafin Szota         |
| 18 | Polonia (bandiera)            | C     | Filip Starzyński      |
| 19 | Polonia (bandiera)            | C     | Filip Jagiełło        |
| 20 | Polonia (bandiera)            | C     | Jarosław Kubicki      |
| 21 | Polonia (bandiera)            | A     | Adam Buksa            |

| N. |                       | Ruolo | Calciatore         |
| -- | --------------------- | ----- | ------------------ |
| 23 | Polonia (bandiera)    | D     | Daniel Dziwniel    |
| 24 | Polonia (bandiera)    | D     | Jakub Tosik        |
| 25 | Polonia (bandiera)    | C     | Adam Matuszczyk    |
| 27 | Polonia (bandiera)    | D     | Dominik Jonczy     |
| 30 | Polonia (bandiera)    | C     | Dominik Hladun     |
| 33 | Slovacchia (bandiera) | D     | Ľubomír Guldan     |
| 44 | Polonia (bandiera)    | D     | Alan Czerwinski    |
| 55 | Polonia (bandiera)    | D     | Damian Oko         |
| 70 | Polonia (bandiera)    | A     | Jakub Świerczok    |
| 77 | Polonia (bandiera)    | D     | Sebastian Madera   |
| 89 | Polonia (bandiera)    | A     | Patryk Tuszyński   |
|    | Polonia (bandiera)    | C     | Sebastian Bonecki  |
|    | Polonia (bandiera)    | C     | Konrad Andrzejczak |
|    | Polonia (bandiera)    | C     | Łukasz Moneta      |
|    | Polonia (bandiera)    | C     | Bartosz Slisz      |
|    | Slovacchia (bandiera) | A     | Samuel Mráz        |